# 福田ビジョン
福田ビジョン（ふくだビジョン）とは、日本の地球温暖化への対策としての温暖化ガス排出量削減構想である。2008年6月9日、第91代内閣総理大臣福田康夫により発表された。2050年までに排出量を半減させることを目指した「クールアース推進構想」に基づいており、より具体的な対策に踏み込んでいる。

## 概要

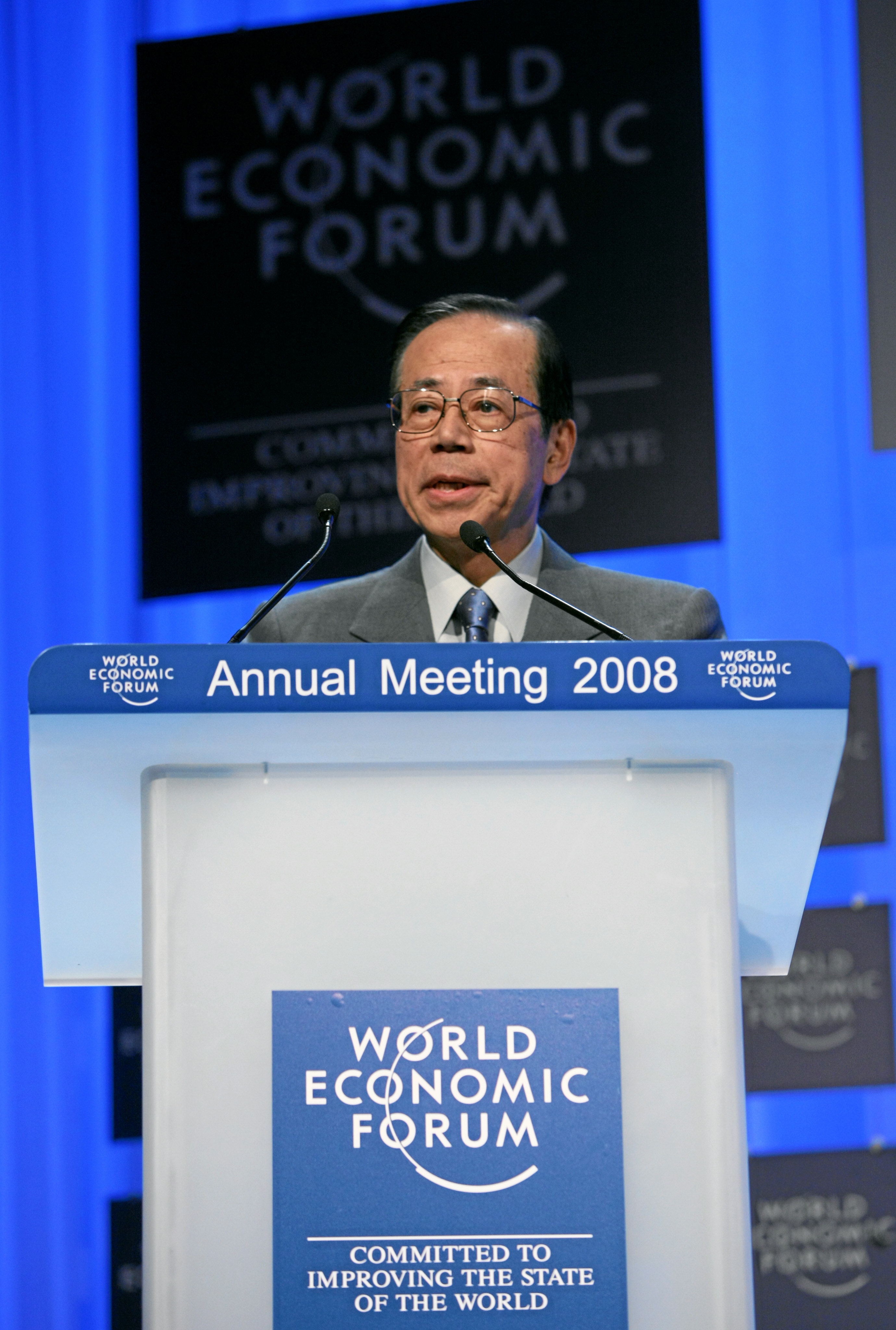
2008年1月26日、内閣総理大臣福田康夫がクールアース推進構想を発表

地球温暖化問題が世界的に喫緊の課題となる中で、2008年1月、日本は内閣総理大臣福田康夫によりクールアース推進構想を発表し、2050年には温暖化ガスの排出量を少なくとも半減させることを目標に掲げた。これをさらに進めた構想として、2008年6月9日、福田により「福田ビジョン」が発表された。
2020年までに2005年比で14%減が可能との見通しが示され、具体策にも踏み込んだ内容が発表された。一例として、2030年までに太陽光発電普及率を現在の40倍にする、2012年までに電球を省エネ電球に全て切り替える、など、個別の対策毎に具体的な数値目標が提示されている。また、この構想の中で、国内排出量取引制度の試験導入が初めて明言された。

## メッセージ
この発表において、福田は日本国民へ向けて下記のようなメッセージを発している（）。
- 資源の枯渇、そして温暖化という形で、近代社会のあり方は大きな岐路に立たされている。
- 200年後の将来世代が、現在の私達をどのように振り返るのかが問われている。
- 将来の世代のための「低炭素社会」へと、大きく舵を切らなければいけない。
- すべての国民が当事者であり、主役である。低炭素社会は、国民の行動無くしては成立しない。
- 低炭素社会への移行は、新たな経済成長の機会と捉えるべき。自信を持って第一歩を踏み出すべき時だ。

## 目標
福田ビジョンでは、下記のように中期・長期の目標を掲げている。
- 長期目標
2050年までに、現状から60～80％の削減
- 中期目標
1、2年のうちに温暖化ガスの排出量をピークアウト、2012年の京都議定書の削減義務を達成、2020年に向けてさらに大きな削減を実現

ただし、排出量の基準年は京都議定書で定められた1990年からの変更も示唆している。

## 対策内容
下記のような対策内容が挙げられている。
- 革新技術の開発と既存先進技術の普及
革新的な太陽電池や二酸化炭素回収貯留技術、次世代原子力発電技術などの開発の加速、発展途上国への技術の普及促進。
- 既存先進技術の普及：再生可能エネルギー
再生可能エネルギーや原子力などの”ゼロ・エミッション電源”の比率を50％以上に引き上げ、特に太陽光発電の普及率を2030年には現在の40倍に。新車販売の半分を次世代自動車に。
- 既存先進技術の普及：省エネ
2012年までに電球を全て省エネ電球へ切り替え。液晶テレビなどへの切り替え、ヒートポンプ技術や省エネ技術を組み込んだ家電製品の普及、建造物の省エネの義務化、建造物への新エネ導入の加速、長寿命住宅の普及促進、エコビジネスや環境社会資本整備の金融・資本市場の整備
- 低炭素化
排出量取引、税制のグリーン化、カーボンフットプリント制度の導入など。
- 地方の活躍
地域取り組みの推進による食糧自給率向上やバイオマスなどの再生可能エネルギー源の開発促進

## 内外の反応
福田ビジョンの発表は日本国内および米国など海外諸国に波紋を広げた。
国際連合環境計画（UNEP）では、金融イニシアチブ特別顧問を務める末吉竹二郎が、国内排出量取引制度導入について「非常に厚い氷を割ったといえる」と指摘し、「やると決めたのは英断だった」と評している。
東京大学生産技術研究所教授の山本良一は「福田ビジョンで唱えられた『低炭素革命』は、明治維新に例えるとわかりやすい。3年前の小池百合子さん（元環境相）によるクールビズは断髪令や廃刀令だった」と指摘するなど、前向きな評価も見られる。
他方、「欧州と同等」と言いながら基準年が欧州と異なり、実質的には1990年比で10%未満の削減割合に留まることなどから、国内外から強い批判も見られる。また、中期目標に関しては明らかにされておらず、政府はこの数値は中期目標に等しいものでは無いとの談話を発表した。末吉は、中期目標を他国に先駆け公表するとポスト京都議定書交渉が不利になるとする意見を紹介しつつ、その意見に対し懐疑的な見方を示している。